# 观花宫
观花宫（又称米拉弗洛雷斯宫，西班牙语：Miraflores Palace）是委内瑞拉总统的官邸。它位于加拉加斯解放者玻利瓦爾市的乌尔达内塔大街（Urdaneta Avenue）。1884年4月27日，在朱塞佩·奥尔西（Giuseppe Orsi）的指导下，该建筑开始施工。